# マルセル・パニョル
マルセル・パニョル（Marcel Pagnol, 1895年2月28日 オーバーニュ – 1974年4月18日 パリ）は、フランスの小説家、劇作家、映画作家である。

## 来歴・人物
1895年2月28日、フランス・ブーシュ＝デュ＝ローヌ県オーバーニュで生まれる。教員ジョゼフ・パニョルとお針子オーギュスティーヌ・ランソの長男として、マルセイユで、弟ポール、ルネ、妹ジェルメーヌとともに育つ。
幼少期に文字を読むことを覚え、父親が驚くほどであったが、母親は「脳みそが爆発するかもしれないと恐れたため」6歳になるまで本に触れることを許さなかった。そのころ、オーバーニュ近くの丘の上にある、眠くなるようなプロヴァンス的な村落ラ・トレイユの家で家族といく夏も過ごした。
10歳でマルセイユの富裕層の子弟が通う名門リセの奨学金試験を受け、2番の成績で合格し入学をした。そこで生涯の友となるアカデミー・フランセーズ賞作家でユダヤ人のアルベール・コーエンと知り合う。15歳のとき、最初の戯曲を書き、父の歩みを追い、リセの英語教師となった。しかし、教師を辞めてパリへ行き、そのかわりに劇作に人生を注ぐことになる。最初の成人としての戯曲『名誉を売る商人』が上演されたのは1924年であった。1929年、『マリウス』をテアトル・ド・パリ座のために書いた。1931年に同作はパニョル自身の制作のもとに映画化される。
1916年、シモーヌ・コリーヌとマルセイユで結婚するが、父ジョゼフに不評であった。1945年、女優のジャクリーヌ・ブーヴィエと結婚する。
1946年、アカデミー・フランセーズ会員に選ばれる。この栄誉を受けた最初の映画作家である。
1974年4月18日、パリ16区スクアール・ド・ラヴニュ＝フォッシュ (fr) 16番地の自宅で死去。79歳没。ラ・トレイユの市営墓地に、両親と弟、妻とともに埋葬されている。1918年に第二次マルヌ会戦で戦死した幼馴染のバティスタン・マニャン（自伝中の「ブロンのユリ Lili des Bellons」）も近くに眠る。
パニョルの小説『丘の泉』は、自身の映画『泉のマノン』二部作を、マノンの父の逸話を大きく加えて小説化したものである。この小説を、1980年代にクロード・ベリが映画化（『愛と宿命の泉 フロレット家のジャン』、『愛と宿命の泉 泉のマノン』）し、国際的な評価を得た。

## 関連情報
- 1990年にパニョルの回想録『少年時代の思い出』の中から第二部・第三部を基に、イヴ・ロベール監督によって『プロヴァンス物語　マルセルの夏』、その続編の『プロヴァンス物語　マルセルのお城』が制作された。
- 作家主義の映画監督たちは同じく「国民的映画監督」のサシャ・ギトリとともにパニョルの「作家性」を認め、再評価した[4]。

## 書籍
- 名誉を売る商人 Merchants of Glory（1925年上演）
- ジャズ Jazz（1926年上演）
- トパーズ Topaze（1930年上演）
- マルセイユ3部作 Trilogie marseillaise
  - マリウス Marius（1929年上演）
  - ファニー Fanny（1932年上演）
  - セザール César（1936年上演）
- 少年時代の思い出 - 父の大手柄 La Gloire de mon père、母のお屋敷 Le château de ma mère（1957年、自伝）
- 少年時代の思い出 - 秘めごとの季節 Le Temps des secrets（1959年、自伝）
- 丘の泉 L'Eau des collines

フロレット家のジャン Jean de Florette
泉のマノン Manon des sources（1964年、小説）
- 少年時代の思い出 - 恋する時 Le Temps des amours（1977年、自伝）
- 鉄仮面の秘密 Le Secret du masque de fer（1965年、随筆）

## フィルモグラフィ
監督作
- ジョフロワ Jofroi 1933年
- アンジェール Angèle 1934年
- Merlusse 1935年
- シガロン Cigalon 1935年
- トパーズ Topaze 1936年、主演ルイ・ジューヴェ、最初の映画化
- セザール César 1936年
- 二番芽 Regain 1937年
- シュプンツ Le Schpountz　1938年
- La Femme du boulanger 1938年
- La Fille du puisatier 1940年
- La Prière aux étoiles 1941年、未完
- Naïs 1945年
- La Belle meunière 1948年、カラー作品
- トパーズ Topaze 1951年、主演フェルナンデル、リメイク版
- 泉のマノン Manon des sources 1952年、のちに『愛と宿命の泉 泉のマノン Manon des sources』としてリメイク、監督クロード・ベリ（1986年）
- 風車小屋だより Les Lettres de mon moulin 1954年

### 訳書
- 『少年時代』 佐藤房吉訳 評論社 のち評論社文庫全3巻
- 『愛と宿命の泉』 佐藤房吉訳 評論社文庫全2巻、同上
- 『「鉄仮面」の秘密』 佐藤房吉訳
- 『笑いについて』 鈴木力衛訳 岩波新書青版
- 『批評家を批評する』 川俣晃自訳、岩波新書青版
- 『トパーズ』、『マリウス』 永戸俊雄訳、白水社